# Drosera obovata
Drosera obovata är en sileshårsväxtart som beskrevs av Franz Carl Mertens och Johann Friedrich Wilhelm Koch.
Drosera obovata ingår i släktet sileshår och familjen sileshårsväxter. Inga underarter finns listade i Catalogue of Life.